# We Can't Be Stopped
Albums de Geto Boys
The Geto Boys
(1990) Uncut Dope: Geto Boys' Best
(1992)
Singles
1. Mind Playing Tricks on Me
Sortie : 9 juillet 1991

We Can't Be Stopped est le troisième album studio des Geto Boys, sorti le 9 juillet 1991.

## Enregistrement et contenu
We Can't Be Stopped a été enregistré en quelques semaines. Durant l'enregistrement, DJ Ready Red, un des membres des Geto Boys quitta le groupe pour des raisons personnelles.
Le morceau We Can't Be Stopped est une critique de l'ancien distributeur des Geto Boys, Geffen Records, après que le label a refusé de diffuser le précédent album du groupe, The Geto Boys, en raison du caractère violent des paroles.
Le titre Fuck a War, interprété par Bushwick Bill, est une chanson antimilitariste, inspirée par un proche du rappeur servant dans la Guerre du Golfe et adressée au président de l'époque, George Bush.
I'm Not a Gentleman est une réponse à la chanson de Queen Latifah, Ladies First.
Chuckie est un morceau interprété par Bushwick Bill et écrit par un artiste de Rap-A-Lot Records, Ganksta N-I-P, après que les deux amis ont regardé ensemble le film Jeu d'enfant.
Punk Bitch Game a été influencé par Salt, de Salt-n-Pepa, qui souhaitait une participation féminine plus importante dans la chanson.
Le dernier titre de l'album, Trophy, parle de la frustration des Getos Boys de n'avoir remporté aucune récompense musicale.
Chaque membre du groupe interprète trois morceaux en solo et trois titres sont chantés par les trois rappeurs.

## Réception
L'album s'est classé 5e au Top R&B/Hip-Hop Albums et 24e au Billboard 200 et a été certifié disque de platine par la Recording Industry Association of America (RIAA) le 26 février 1992.
Le single Mind Playing Tricks on Me s'est classé 1er au Hot Rap Singles et 23e au Billboard Hot 100. Pitchfork l'a rangé à la 45e place de son « Top des 200 titres des années 1990 ». Le magazine XXL l'a classé 14e des « 250 plus grandes chansons de hip-hop de 1990 à 1999 ». En 1991, Mind Playing Tricks on Me a remporté le Source Award de la meilleure chanson.

## Liste des titres
| No  | Titre                        | Contient un (des) sample(s) de | Durée |
| --- | ---------------------------- | --- | ----- |
| 1.  | Rebel Rap Family             | Tony's Theme de Giorgio Moroder | 1:22  |
| 2.  | We Can't Be Stopped          | Give It to Me Baby de Rick James I Gotcha de Joe Tex Funky President (People It's Bad) de James Brown Devotion (Live) d'Earth, Wind & Fire | 3:34  |
| 3.  | Homie Don't Play That        | More Bounce to the Ounce de Zapp Different Strokes de Syl Johnson Pumpin' It Up (Special Club Mix) de P-Funk All Stars (Not Just) Knee Deep de Funkadelic So Ruff, So Tuff de Roger Atomic Dog de George Clinton I Know You Got Soul de Bobby Byrd Funky Drummer de James Brown | 3:48  |
| 4.  | Another Nigger in the Morgue | Can I Get Some Help de James Brown | 3:14  |
| 5.  | Chuckie                      | Hi, I'm Chucky (Extrait de la bande originale du film Jeu d'enfant) Chucky's Death (Extrait de la bande originale du film Jeu d'enfant) Chucky Comes Alive (Extrait de la bande originale du film Jeu d'enfant)                                                                 | 3:48  |
| 6.  | Mind Playing Tricks on Me    | Hung Up on My Baby d'Isaac Hayes The Jam du Graham Central Station Mind of a Lunatic (Def American Version) des Geto Boys | 5:11  |
| 7.  | I'm Not a Gentleman          | I Heard That!! de Quincy Jones Ladies First (The Crazy Extended 45 King Remix) de Queen Latifah featuring Monie Love | 4:01  |
| 8.  | Gota Let Your Nuts Hang      | Corey Died on the Battlefield des Wild Magnolias and The New Orleans Project Synthetic Substitution de Melvin Bliss The Grunt des J.B.'s | 4:11  |
| 9.  | Fuck a War                   | Devil With the Bust de Sound Experience I Know You Got Soul de Bobby Byrd | 4:16  |
| 10. | Ain't with Being Broke       | Damn Right I'm Somebody de Fred Wesley and The J.B.'s Gotta Get My Hands on Some (Money) du Fatback Band | 3:47  |
| 11. | Quickie                      | Oh Honey de Delegation French Kiss de Lil' Louis | 3:08  |
| 12. | Punk-Bitch Game              | Don't Call Me Nigger, Whitey de Sly & the Family Stone | 2:16  |
| 13. | The Other Level              | Love Hangover de Diana Ross | 6:01  |
| 14. | Trophy                       | Soul Makossa de Manu Dibango The Grunt des J.B.'s Terminator X to the Edge of Panic de Public Enemy | 3:08  |